# Alekszej Nyikolajevics Dudukalo
Alekszej Nyikolajevics Dudukalo (oroszul: Алексе́й Никола́евич Дудука́ло; Moszkva, Szovjetunió, 1976. október 6. –)  orosz autóversenyző, korábban versenyzett a Túraautó-világbajnokság és a TCR nemzetközi sorozat mezőnyében is, jelenleg az Orosz TCR sorozatban szerepel.

## Karrier

### Korai évei
1995-ben kezdte el pályafutását autókrosszozással, öt évvel később formula autókra váltott és az orosz Formula 1600 bajnokságban versenyzett, ahol harmadikként végzett 2004-ben, ez volt legjobb eredménye a szériában. Ezen időszak alatt rajthoz állt a Supertourism sorozatban is, ahol 2003-ban bajnok lett egy Lada 21103-mal és az orosz Honda Civic kupában is szerepelt, ahol 2004 és 2006 között bajnoki címeket szerzett. 2009-ben 20.-ként végzett a SEAT León-Európa-kupában a Rangoni Motorsport versenyzőjeként, ebben az esztendőben szerepelt a Seat León Szuperkupában is szintén a Rangoni Motorsporttal. 2010-ben a Sunred Engineering csapatához igazolt az év végén pedig a hetedik pozícióban zárt, Brnoban pedig futamgyőzelmet ünnepelhetett.

### Túraautó-világbajnokság

#### Lukoil-SUNRED (2011)
2011-ben debütált a WTCC-ben a Sunred csapatával Gabriele Tarquini csapattársaként, két versenyen szerzett pontot amellyel az összetett 21. helyén zárt 4 ponttal.

#### Lukoil Racing Team (2012)
Dudukalo maradt Tarquini csapattársa a Lukoil Racing Teamnél, ahol továbbra is Seat Leónnal teljesítették a szezont. A második hétvégén, Valenciában a nyolcadik helyre kvalifikálta magát, de autója kigyulladt a parc fermében. Karrierje legjobb teljesítményét elérve a slovakiaringi időmérőedzésen a második helyen végzett és a versenyen is másodikként intették le, csapattársa Tarquini mögött, ezzel csapata kettősgyőzelmet szerzett, Dudukalo pedig a Független Versenyzők kiírásában az első helyen végzett, a második futamon azonban nem tudott jó eredményt elérni miután bokszutca áthajtásos büntetést kapott, amiért a rajtrácsra rosszul állt fel. A salzburgringi második, fordított rajtrácsos futamon az első helyről kezdhette meg a futamot, azonban a rajtot követően a BMW két versenyzője Tom Coronel és Stefano D’Aste megelőzte, később pedig azon versenyzők egyikévé vált aki a futam során defektet kapott és ki kellett hajtania a bokszutcába friss abroncsokért. Portugáliában ütközött korábbi SEAT León-Európa-kupás ellenfelével, Wéber Gáborral aminek következtében mindketten kicsúsztak a kavicságyba, de visszatudtak térni a bokszutcába. A második brazil futamon pedig a ROAL Motorsport versenyzőjével Alberto Cerquivel ért össze, aminek következtében az olasz a bokszutca falának csapódott. Szuzukában pedig Mehdi Bennanival ütközött az első versenyen, melyet követően 30 másodperces időbüntetést kapott. A bajnokságot végül az összetett 15. helyén zárta 33 ponttal

#### Lukoil Lada Sport (2013)
Dudukalo 2013 telén a Lada gyári versenyzője lett, csapattársa James Thompson volt. Az első versenyhétvége időmérő edzésén, amelyet esős körülmények között rendeztek Monzában az orosz elrontotta az első kanyar féktávját és nagy erővel belecsapódott csapattársa Lada Grantájának oldalába, amelyért az esetet követően 5 helyes rajtbüntetést kapott, majd csapata mindkét autójával visszalépett a versenyhétvége két futamától, miután a súlyosan sérült autókat már nem tudták megjavítani. Az eset végül Dudukalo ülésébe került, ugyanis a csapata kirúgta, helyét pedig a marrákeshi hétvégétől kezdve Mihail Kozlovszkij vette át.

## Orosz túraautó-bajnokság és TCR nemzetközi sorozat
Ezt követően Dudukalo visszatért hazájába és az orosz túraautó-bajnokságban szerepel jelenleg is. 2015-ben pedig debütált egy Lukoil SEAT-tal a TCR nemzetközi sorozat orosz hétvégéjén is Szocsiban.

## Eredményei

### Karrier összefoglaló
| Év       | Széria                  | Rajtok | Első rajthely | Leggyorsabb kör | Győzelem | Dobogó | Helyezés | Pont |
| -------- | ----------------------- | ------ | ------------- | --------------- | -------- | ------ | -------- | ---- |
| 2009     | SEAT León-Európa-kupa   | 10     | 0             | 0               | 0        | 0      | 18.      | 4    |
| 2010     | SEAT León-Európa-kupa   | 12     | 0             | 1               | 1        | 2      | 7.       | 28   |
| Összesen | Összesen                | 22     | 0             | 1               | 1        | 2      |          | 32   |
| 2011     | Túraautó-világbajnokság | 23     | 0             | 0               | 0        | 0      | 21.      | 4    |
| 2012     | Túraautó-világbajnokság | 23     | 0             | 0               | 0        | 1      | 15.      | 33   |
| 2013     | Túraautó-világbajnokság | 0      | 0             | 0               | 0        | 0      | —        | 0    |
| Összesen | Összesen                | 46     | 0             | 0               | 0        | 1      |          | 37   |
| 2015     | TCR nemzetközi sorozat  | 2      | 0             | 0               | 0        | 0      | 39.      | 2    |
| Összesen | Összesen                | 2      | 0             | 0               | 0        | 0      |          | 2    |
| 2015     | Orosz TCR-sorozat       | 14     | 8             | 10              | 9        | 14     | 1.       | 337  |
| 2016     | Orosz TCR-sorozat       | 14     | 0             | 5               | 3        | 12     | 2.       | 1160 |
| 2017     | Orosz TCR-sorozat       | 14     | 0             | 4               | 0        | 6      | 3.       | 187  |
| 2018     | Orosz TCR-sorozat       | 13     | 1             | 1               | 3        | 6      | 2.       | 190  |
| 2019     | Orosz TCR-sorozat       | 14     | 0             | 2               | 1        | 4      | 7.       | 137  |
| 2020     | Orosz TCR-sorozat       | 14     | 1             | 2               | 2        | 5      | 4.       | 177  |
| Összesen | Összesen                | 83     | 10            | 24              | 18       | 47     |          | 2188 |

### Teljes Túraautó világbajnokság eredménylistája
| Év   | Csapat             | Autó                | 1   | 2   | 3   | 4   | 5   | 6   | 7   | 8   | 9   | 10  | 11  | 12  | 13  | 14  | 15  | 16  | 17  | 18  | 19  | 20  | 21  | 22  | 23  | 24  | Hely. | Pont |
| Év   | Csapat             | Autó                | CUR | CUR | ZOL | ZOL | MNZ | MNZ | HUN | HUN | BRN | BRN | BOA | BOA | DON | DON | OSC | OSC | VAL | VAL | SUZ | SUZ | TIA | TIA | MAC | MAC | Hely. | Pont |
| ---- | ------------------ | ------------------- | --- | --- | --- | --- | --- | --- | --- | --- | --- | --- | --- | --- | --- | --- | --- | --- | --- | --- | --- | --- | --- | --- | --- | --- | ----- | ---- |
| 2011 | Lukoil-SUNRED      | SEAT León 2.0 TDI   | 17  | 12  | 12  | 9   | Ki  | Ki  | 16  | 12  | 14  | 13  | Ki  | 13  |     |     |     |     |     |     |     |     |     |     |     |     | 21.   | 4    |
| 2011 | Lukoil-SUNRED      | SUNRED SR León 1.6T |     |     |     |     |     |     |     |     |     |     |     |     | 15  | 14  | 9   | 15  | 13  | Ki  | 17  | 12  | 15  | 17  | Ki  | Ni  | 21.   | 4    |
| 2012 | Lukoil Racing Team | SEAT León WTCC      | MON | MON | VAL | VAL | MAR | MAR | SVK | SVK | HUN | HUN | SAL | SAL | ALG | ALG | CUR | CUR | SON | SON | SUZ | SUZ | SHA | SHA | MAC | MAC | 15.   | 33   |
| 2012 | Lukoil Racing Team | SEAT León WTCC      | 18  | Ni  | Hn  | 12  | 16  | 11  | 2   | 15  | 14  | 16  | 19  | 14  | Ki  | 16  | 11  | 10  | Ki  | 18  | 18  | 8   | Hn  | 11  | 11  | 7   | 15.   | 33   |
| 2013 | Lukoil Lada Sport  | Lada Granta         | MNZ | MNZ | MAR | MAR | SVK | SVK | HUN | HUN | SAL | SAL | MOS | MOS | BOA | BOA | TER | TER | SON | SON | SUZ | SUZ | SHA | SHA | MAC | MAC | Hn    | 0    |
| 2013 | Lukoil Lada Sport  | Lada Granta         | Vi  | Vi  |     |     |     |     |     |     |     |     |     |     |     |     |     |     |     |     |     |     |     |     |     |     | Hn    | 0    |

### Teljes TCR nemzetközi sorozat eredménylistája
| 2015 | Lukoil Racing Team | SEAT León Cup Racer |  |  |  |  |  |  |  |  |  |  |  |  | 11 | 9 |  |  |  |  |  |  |  |  |

### Teljes orosz TCR-sorozat eredménylistája
| Év   | Csapat             | Autó                | 1   | 2   | 3   | 4   | 5   | 6   | 7   | 8   | 9   | 10  | 11  | 12  | 13  | 14  | Hely. | Pont |
| ---- | ------------------ | ------------------- | --- | --- | --- | --- | --- | --- | --- | --- | --- | --- | --- | --- | --- | --- | ----- | ---- |
| 2015 | Lukoil Racing Team | SEAT León Cup Racer | NIZ | NIZ | SMO | SMO | SOC | SOC | KAZ | KAZ | SMO | SMO | MSC | MSC | KAZ | KAZ | 1.    | 337  |
| 2015 | Lukoil Racing Team | SEAT León Cup Racer | 3   | 1   | 1   | 1   | 1   | 2   | 2   | 1   | 1   | 1   | 1   | 1   | 3   | 3   | 1.    | 337  |
| 2016 | Lukoil Racing Team | SEAT León Cup Racer | SMO | SMO | NRI | NRI | GRO | GRO | SOC | SOC | MSC | MSC | SMO | SMO | KAZ | KAZ | 2.    | 1160 |
| 2016 | Lukoil Racing Team | SEAT León Cup Racer | 2   | 1   | 2   | 1   | 2   | 3   | 3   | 15  | 2   | 1   | 5   | 2   | 3   | 2   | 2.    | 1160 |
| 2017 | Lukoil Racing Team | SEAT León TCR       | GRO | GRO | SMO | SMO | NRG | NRG | KAZ | KAZ | SMO | SMO | MSC | MSC | KAZ | KAZ | 3.    | 187  |
| 2017 | Lukoil Racing Team | SEAT León TCR       | 3   | 3   | 4   | 2   | 3   | 8   | 3   | 12  | 2   | 4   | 13† | 2   | 15  | 5   | 3.    | 187  |
| 2018 | Lukoil Racing Team | Audi RS 3 LMS TCR   | GRO | GRO | SMO | SMO | NRG | NRG | KAZ | KAZ | MSC | MSC | SOC | SOC | GRO | GRO | 2.    | 190  |
| 2018 | Lukoil Racing Team | Audi RS 3 LMS TCR   | 5   | 2   | 5   | 3   | Ni  | Ki  | 1   | 15  | 7   | 1   | 3   | 2   | 7   | 1   | 2.    | 190  |
| 2019 | Lukoil Racing Team | Audi RS 3 LMS TCR   | GRO | GRO | NRG | NRG | SMO | SMO | KAZ | KAZ | ADM | ADM | MSC | MSC | SOC | SOC | 7.    | 137  |
| 2019 | Lukoil Racing Team | Audi RS 3 LMS TCR   | 7   | 2   | 9   | 1   | 2   | 6   | Ki  | 12  | Ki  | 11  | 13  | 9   | 3   | 7   | 7.    | 137  |
| 2020 | Lukoil Racing Team | Audi RS 3 LMS TCR   | GRO | GRO | NRG | NRG | SMO | SMO | KAZ | KAZ | ADM | ADM | MSC | MSC | SOC | SOC | 4.    | 177  |
| 2020 | Lukoil Racing Team | Audi RS 3 LMS TCR   | 8   | 1   | 3   | 4   | 2   | 13  | 7   | Ki  | 7   | 1   | 2   | 8   | 10  | 8   | 4.    | 177  |

- * — A szezon jelenleg is zajlik.
- † — Nem fejezte be a versenyt, de teljesített a teljes táv 75%-át, így eredményét értékelték.

## Fordítás
- Ez a szócikk részben vagy egészben  az   Aleksey Dudukalo című angol Wikipédia-szócikk ezen változatának fordításán alapul.  Az eredeti cikk szerkesztőit annak laptörténete sorolja fel. Ez a jelzés csupán a megfogalmazás eredetét és a szerzői jogokat jelzi, nem szolgál a cikkben szereplő információk forrásmegjelöléseként.